# Премія «Греммі» за найкращий запис року
Премія «Греммі» за найкращий запис року присуджується Національною академією мистецтв і наук звукозапису Сполучених Штатів для «вшанування художніх досягнень, технічної майстерності та загальної досконалості в індустрії звукозапису, незалежно від продажів чи позиції в чартах». Нагорода «Запис року» — це одна з чотирьох категорій загальних нагород (поряд із «Найкращим новим виконавцем», «Піснею року» та «Альбомом року»), які вручаються щорічно з 1-ї щорічної церемонії вручення премії «Греммі» в 1959 році.
Аранжувальники, автори пісень, музиканти та бек-вокалісти запису-переможця можуть подати заявку на отримання сертифіката переможця. Автори пісень можуть подати заявку на сертифікат, лише якщо це нова пісня. З 55-ї щорічної церемонії вручення премії «Греммі» у 2013 році звукоінженери також вважаються номінантами та одержувачами нагород у цій категорії
Хоча термін «запис» часто стосується будь-якого музичного запису, «Запис року» відрізняється від «Пісні року» чи «Альбому року». «Запис року» може вручатися за сингл чи окрему пісню з альбому, і відзначає конкретний запис пісні (її виконавця, продюсера, звукоінженерів тощо), в той час, як «альбом року» є відзнакою для цілого набору пісень, а «пісня року» означає не конкретний запис пісні, а композицію як таку (авторів тексту та мелодії).

## Історія створення
Нагороди «Запис року» присуджуються з 1959 року. Це одна з чотирьох найпрестижніших премій «Греммі». Попри те, що нагороди «Пісня року» та «Запис року» присуджуються за сингл або один трек з альбому, цю нагороду отримує виконавець і продюсерська група пісні, тоді як нагороду «Пісня року» отримує лише композитор (композитори) пісні. Згідно з довідником з опису 54-ї премії «Греммі», нагорода присуджується за комерційно випущені сингли або треки нових вокальних чи інструментальних записів. Композиції з альбому попереднього року можна вводити за умови, що трек не було зареєстровано минулого року та альбом не отримав нагороду «Греммі» для виконавців, продюсерів та інженерів звукозапису, якщо це не виконавець. Асоційовані продюсери та виконавчі продюсери не мають права бути відзначеними.
Лауреатами премії за її історію були:
- 1959—1965: Лише артист.
- 1966—1998: Артист і продюсер.
- 1999—2012: Артист, продюсер, інженер звукозапису та інженер мікшування
- З 2013 року: Артист, продюсер, інженер звукозапису, інженер зведення та інженер з мастерингу

У 2019 році категорію було розширено до восьми номінантів.

## Досягнення
Рекордсменом є Том Койн, який чотири рази (2015, 2016, 2017 та 2018) вигравав у цій категорії як майстер-інженер і був єдиною людиною, яка отримувала нагороду чотири роки поспіль. Лише двоє виконавців перемагали тричі: Пол Саймон («Mrs. Robinson» у 1969 році, «Bridge over Troubled Water» у 1971 році, обидва у складі Simon & Garfunkel; та «Graceland» у 1988 році) та Бруно Марс («Uptown Funk» у 2016 році з Марком Ронсоном; «24K Magic» у 2018 році; «Leave the Door Open» у 2022 році, як частина Silk Sonic). Чотири інженери/мікшери отримували нагороду тричі. Том Елмхерст тричі вигравав як інженер/мікшер (2008, 2012 і 2017), Шербан Генеа (2016, 2018 і 2022), Джон Хейнс (2016, 2018 і 2022) і Чарльз Моніз (2016, 2018 та 2022).
Роберта Флек була першою виконавицею, яка отримала нагороду «Запис року» два роки поспіль: у 1973 («The First Time Ever I Saw Your Face») і 1974 («Killing Me Softly with His Song») з двох різних студійних альбомів. Це сталося знову, коли U2 перемогли у 2001 («Beautiful Day») і 2002 («Walk On»); це був єдиний випадок, коли артист виграв нагороду протягом двох років поспіль із записами з одного альбому/ Біллі Айліш стала першим музикантом, який отримав нагороду за запис зі студійного альбому та за позаальбомний сингл: у 2020 («Bad Guy») і 2021 («Everything I Wanted»).
Серед інших виконавців, які отримали кілька «Греммі» за запис року, Генрі Манчіні («Moon River» і «Days of Wine and Roses»); Simon and Garfunkel («Mrs. Robinson» і «Bridge Over Troubled Water»); The 5th Dimension («Up, Up and Away» і «Aquarius/Let the Sunshine In»); Ерік Клептон («Tears in Heaven» та «Change the World»); Нора Джонс («Don't Know Why» і «Here We Go Again»); Адель («Rolling in the Deep» і «Hello»).
Марк Ронсон — єдиний виконавець, який виграв нагороду і як головний артист, і як продюсер звукозапису, вигравши як головний артист для своєї пісні «Uptown Funk» (за участю Бруно Марса); і як продюсер для «Rehab» Емі Вайнгаус.
Бейонсе є виконавцем з найбільшою кількістю номінацій на «Запис року» з дев'ятьма номінаціями. Бейонсе також має найбільше номінацій у номінаціях «Запис року» серед виконавиць: пісня «Say My Name» у складі Destiny's Child і сім разів сольно з «Crazy in Love» (за участю Jay-Z), «Irreplaceable», «Halo», «Formation», «Black Parade», «Savage» (з Megan Thee Stallion), «Brak My Soul» і «Texas Hold 'Em», але не виграла жодного разу. Френк Сінатра є рекордсменом за кількістю номінацій як виконавець-чоловік; він отримав цю нагороду один раз у 1967 році, за «Strangers in the Night». «Бітлз» мають найбільше номінацій на «Запис року» серед усіх гуртів, з п'ятьма номінаціями: «I Want to Hold Your Hand», «Yesterday», «Hey Jude», «Let It Be» і «Now and Then»; але так і не отримали нагороду.

## Процес обрання
З 1995 по 2021 роки члени Національної академії мистецтв і наук звукозапису номінували претендентів на запис року. Список із двадцяти найкращих записів було надано Комітету з перегляду номінацій, спеціально відібраній групі анонімних членів, які потім відібрали п'ять найкращих записів, щоб отримати номінацію в категорії в спеціальному бюлетені. Потім решта членів голосували за переможця з п'яти номінантів. У 2018 році було оголошено, що кількість номінованих треків буде збільшена до восьми. У 2021 році було оголошено, що комітети з розгляду кандидатур будуть розпущені, а остаточні номінанти на запис року будуть визначені голосуванням членів. З 2022 року кількість номінантів у категорії зросла до 10. Однак рішення про розширення кількості номінантів у цій категорії було прийнято за 24 години до оголошення номінантів після того, як рання версія списку номінацій уже була розповсюджена. Це дозволило номінувати «Montero (Call Me by Your Name)» Lil Nas X і «I Still Have Faith In You» гурту ABBA, оскільки вони отримали найбільшу кількість голосів, крім інших восьми номінантів. Станом на 2024 рік кількість номінантів скоротилася до восьми.